# Олександрівка (пункт контролю, Харківська область)
50°21′52″ пн. ш. 35°49′53″ сх. д. / 50.36444° пн. ш. 35.83139° сх. д.
Олекса́ндрівка — пункт пропуску через державний кордон України на кордоні з Росією. Через пропускний пункт здійснюється два види пропуску: автомобільний та пішохідний.
Розташований у Харківській області, Золочівський район, поблизу селища Олександрівка, на автошляху Т 2103. З російського боку розташований пункт пропуску «Безіменне», Грайворонський район Бєлгородської області, у напрямку до Грайворона.
Вид пропуску — автомобільний, пішохідний. Статус пункту пропуску — міждержавний, місцевий (з 7:00 до 22:00).
Характер перевезень — пасажирський, вантажний.
Судячи із відсутності даних про пункт пропуску «Олександрівка» на сайті МОЗ, очевидно пункт може здійснювати тільки радіологічний, митний та прикордонний контроль.